# Liste der Gemeinden in Chile
Dies ist eine Liste der Gemeinden (Kommunen) in Chile, nach Einwohnerzahl von 2017 und alphabetisch geordnet.

## Gemeinden nach Einwohnerzahl
In der folgenden Tabelle sind die Gemeinden mit mehr als 100.000 Einwohnern nach dem Stand der Volkszählungen von 1992 bis 2017, die Fläche sowie die Region und die Provinz, zu der die Gemeinde gehört, aufgeführt. Die Einwohnerzahlen beziehen sich auf die Gemeinde in ihren politischen Grenzen, ohne politisch selbständige Vororte.

| Name                | Einwohner (1992) | Einwohner (2002) | Einwohner (2012) | Einwohner (2017) | Fläche (km²) | Region             | Provinz     |
| ------------------- | ---------------- | ---------------- | ---------------- | ---------------- | ------------ | ------------------ | ----------- |
| Puente Alto         | 254.673          | 492.915          | 573.935          | 568.106          | 88,2         | Metropolitana      | Cordillera  |
| Maipú               | 256.550          | 468.390          | 522.599          | 521.627          | 133,0        | Metropolitana      | Santiago    |
| Santiago            | 230.977          | 200.792          | 311.415          | 404.495          | 22,4         | Metropolitana      | Santiago    |
| La Florida          | 328.881          | 365.674          | 363.903          | 366.916          | 70,8         | Metropolitana      | Santiago    |
| Antofagasta         | 228.408          | 296.905          | 337.934          | 361.873          | 30.718,1     | Antofagasta        | Antofagasta |
| Viña del Mar        | 285.454          | 286.931          | 324.836          | 334.248          | 121,6        | Valparaíso         | Valparaíso  |
| San Bernardo        | 190.857          | 246.762          | 277.802          | 301.313          | 155,1        | Metropolitana      | Maipo       |
| Valparaíso          | 282.840          | 275.982          | 284.630          | 296.655          | 401,6        | Valparaíso         | Valparaíso  |
| Las Condes          | 208.063          | 249.893          | 280.431          | 294.838          | 99,4         | Metropolitana      | Santiago    |
| Temuco              | 197.236          | 245.347          | 262.530          | 282.415          | 464,0        | La Araucanía       | Cautín      |
| Puerto Montt        | 129.970          | 175.938          | 218.858          | 245.902          | 1.673,0      | Los Lagos          | Llanquihue  |
| Rancagua            | 187.324          | 214.344          | 232.211          | 241.774          | 260,3        | Bernardo O’Higgins | Cachapoal   |
| Peñalolén           | 179.781          | 216.060          | 236.806          | 241.599          | 54,2         | Metropolitana      | Santiago    |
| Pudahuel            | 137.940          | 195.653          | 221.615          | 230.293          | 197,4        | Metropolitana      | Santiago    |
| Coquimbo            | 122.766          | 163.036          | 200.117          | 227.730          | 1.429,3      | Coquimbo           | Elqui       |
| Concepción          | 206.839          | 216.061          | 211.618          | 223.574          | 221,6        | Biobío             | Concepción  |
| Arica               | 169.456          | 185.268          | 210.216          | 221.364          | 4.799,4      | Arica y Parinacota | Arica       |
| La Serena           | 120.816          | 160.148          | 198.163          | 221.054          | 1.892,8      | Coquimbo           | Elqui       |
| Talca               | 171.287          | 201.797          | 201.142          | 220.357          | 231,5        | Maule              | Talca       |
| Quilicura           | 41.121           | 126.518          | 191.794          | 210.410          | 57,5         | Metropolitana      | Santiago    |
| Ñuñoa               | 172.575          | 163.511          | 191.129          | 208.237          | 16,9         | Metropolitana      | Santiago    |
| Los Angeles         | 140.535          | 166.556          | 186.671          | 202.331          | 1.748,2      | Biobío             | Bío-Bío     |
| Iquique             | 151.677          | 166.204          | 180.601          | 191.468          | 2.242,1      | Tarapacá           | Iquique     |
| Chillán             | 149.511          | 161.953          | 174.777          | 184.739          | 511,2        | Ñuble              | Diguillín   |
| La Pintana          | 169.640          | 190.085          | 182.790          | 177.335          | 30,6         | Metropolitana      | Santiago    |
| Valdivia            | 122.168          | 140.559          | 154.432          | 166.080          | 1.015,6      | Los Ríos           | Valdivia    |
| Calama              | 121.807          | 138.402          | 138.588          | 165.731          | 15.596,9     | Antofagasta        | El Loa      |
| El Bosque           | 172.854          | 175.594          | 162.311          | 162.505          | 14,1         | Metropolitana      | Santiago    |
| Osorno              | 127.769          | 145.475          | 151.913          | 161.460          | 951,3        | Los Lagos          | Osorno      |
| Recoleta            | 164.767          | 148.220          | 152.985          | 157.851          | 16,2         | Metropolitana      | Santiago    |
| Copiapó             | 100.907          | 129.091          | 154.925          | 153.937          | 16.681,3     | Atacama            | Copiapó     |
| Talcahuano          | 156.582          | 163.626          | 150.499          | 151.749          | 92,3         | Biobío             | Concepción  |
| Quilpué             | 104.203          | 128.578          | 149.500          | 151.708          | 536,9        | Valparaíso         | Marga Marga |
| Curicó              | 104.113          | 119.585          | 136.954          | 149.136          | 1.328,4      | Maule              | Curicó      |
| Renca               | 128.972          | 133.518          | 136.590          | 147.151          | 24,2         | Metropolitana      | Santiago    |
| Estación Central    | 140.896          | 130.394          | 115.694          | 147.041          | 14,1         | Metropolitana      | Santiago    |
| Colina              | 52.769           | 77.815           | 112.616          | 146.207          | 971,2        | Metropolitana      | Chacabuco   |
| Providencia         | 111.182          | 120.874          | 130.053          | 142.079          | 14,4         | Metropolitana      | Santiago    |
| Cerro Navia         | 155.735          | 148.312          | 127.467          | 132.622          | 11,1         | Metropolitana      | Santiago    |
| San Pedro de la Paz | 67.817           | 80.447           | 121.361          | 131.808          | 112,5        | Biobío             | Concepción  |
| Punta Arenas        | 113.666          | 119.496          | 127.454          | 131.592          | 17.846,3     | Magellanes         | Magallanes  |
| Conchalí            | 152.919          | 133.256          | 121.030          | 126.955          | 10,7         | Metropolitana      | Santiago    |
| Villa Alemana       | 94.802           | 95.623           | 116.097          | 126.548          | 96,5         | Valparaíso         | Marga Marga |
| Melipilla           | 80.255           | 94.540           | 108.689          | 123.627          | 1.344,8      | Metropolitana      | Melipilla   |
| La Granja           | 133.285          | 132.520          | 120.922          | 116.571          | 10,1         | Metropolitana      | Santiago    |
| Macul               | 120.708          | 112.535          | 110.200          | 116.534          | 12,9         | Metropolitana      | Santiago    |
| Coronel             | 83.426           | 95.528           | 107.759          | 116.262          | 279,4        | Biobío             | Concepción  |
| Ovalle              | 84.982           | 98.089           | 103.734          | 111.272          | 3.834,5      | Coquimbo           | Limarí      |
| Quinta Normal       | 116.349          | 104.012          | 101.055          | 110.026          | 12,4         | Metropolitana      | Santiago    |
| Alto Hospicio       |                  |                  |                  | 108.375          |              | Tarapacá           | Iquique     |
| San Miguel          |                  |                  |                  | 107.954          |              | Metropolitana      | Santiago    |
| Lo Barnechea        |                  |                  |                  | 105.833          |              | Metropolitana      | Santiago    |
| Lampa               |                  |                  |                  | 102.034          |              | Metropolitana      | Cordillera  |
| Pedro Aguirre Cerda | 130.441          | 114.560          | 101.698          | 101.174          | 9,7          | Metropolitana      | Santiago    |
| Independencia       |                  |                  |                  | 100.281          |              | Metropolitana      | Santiago    |
| Lo Espejo           | 120.075          | 112.800          | 99.318           | 98.804           | 7,2          | Metropolitana      | Santiago    |
| Lo Prado            | 110.933          | 104.316          | 94.766           | 96.249           | 6,7          | Metropolitana      | Chacabuco   |

## Alphabetische Übersicht
In Chile gibt es 346 Gemeinden (comunas). Die Gemeinden – die größte ist Natales mit 49.924,10 Quadratkilometern – haben teilweise die Fläche deutscher Bundesländer. Sie bestehen meist aus mehreren Ortschaften.
Die Gemeinde Antártica mit einer Fläche von 1.250.000 Quadratkilometern liegt im von Chile beanspruchten Antarktisterritorium. Das Gebiet wird, wie alle Ansprüche in der Antarktis südlich des 60. Breitengrades, international nicht anerkannt, da es unter den Antarktisvertrag fällt, der eine Souveränität von Seiten eines Staates auf dem antarktischen Territorium verbietet.
In der folgenden Übersicht sind alle Gemeinden Chiles in alphabetischer Ordnung aufgeführt.

## A
|                                                            |                                                             |                                       |
| - Aisén - Algarrobo - Alhué - Alto Bío-Bío - Alto Hospicio | - Alto del Carmen - Ancud - Andacollo - Angol - Antofagasta | - Antuco - Antártica - Arauco - Arica |

## B
| - Buin - Bulnes |

## C
| | | |
| - Cabildo - Cabo de Hornos - Cabrero - Calama - Calbuco - Caldera - Calera de Tango - Calle Larga - Camarones - Camiña - Canela - Carahue - Cartagena - Casablanca - Castro - Catemu - Cauquenes - Cañete - Cerrillos - Cerro Navia - Chaitén | - Chanco - Chañaral - Chépica - Chiguayante - Chile Chico - Chillán - Chillán Viejo - Chimbarongo - Cholchol - Chonchi - Cisnes - Cobquecura - Cochamó - Cochrane - Codegua - Coelemu - Coihueco - Coinco - Colbún - Colchane - Colina | - Collipulli - Coltauco - Combarbalá - Concepción - Conchalí - Concón - Constitución - Contulmo - Copiapó - Coquimbo - Coronel - Corral - Coyhaique - Cunco - Curacautín - Curacaví - Curaco de Vélez - Curanilahue - Curarrehue - Curepto - Curicó |

## D
| - Dalcahue - Diego de Almagro - Doñihue |

## E
|                                    |                                   |                              |
| - El Bosque - El Carmen - El Monte | - El Quisco - El Tabo - Empedrado | - Ercilla - Estación Central |

## F
|                               |                      |                       |
| - Florida - Freire - Freirina | - Fresia - Frutillar | - Futaleufú - Futrono |

## G
|                                      |                                |
| - Galvarino - General Lagos - Gorbea | - Graneros (Chile) - Guaitecas |

## H
|                                  |                             |                       |
| - Hijuelas - Hualaihué - Hualañé | - Hualpén - Hualqui - Huara | - Huasco - Huechuraba |

## I
|                                     |                                  |
| - Illapel - Independencia - Iquique | - Isla de Maipo - Isla de Pascua |

## J
- Juan Fernández

## L
| | | |
| - La Calera - La Cisterna - La Cruz - La Estrella - La Florida - La Granja - La Higuera - La Ligua - La Pintana - La Reina - La Serena - La Unión - Lago Ranco - Lago Verde - Laguna Blanca | - Laja - Lampa - Lanco - Las Cabras - Las Condes - Lautaro - Lebu - Licantén - Limache - Linares - Litueche - Llaillay - Llanquihue - Lo Barnechea - Lo Espejo | - Lo Prado - Lolol - Loncoche - Longaví - Lonquimay - Los Álamos - Los Andes - Los Lagos - Los Muermos - Los Sauces - Los Vilos - Lota - Lumaco |

## M
|                                                        |                                                                        |                                                                      |
| - Machalí - Macul - Máfil - Maipú - Malloa - Marchihue | - Mariquina - María Elena - María Pinto - Maule - Maullín - Mejillones | - Melipeuco - Melipilla - Molina - Monte Patria - Mostazal - Mulchén |

## N
|                                             |                             |                                    |
| - Nacimiento - Nancagua - Natales - Navidad | - Negrete - Ninhue - Ñiquén | - Nogales - Nueva Imperial - Ñuñoa |

## O
|                      |                   |                   |
| - O’Higgins - Olivar | - Ollagüe - Olmué | - Osorno - Ovalle |

## P
| | | |
| - Padre Hurtado - Padre Las Casas - Paihuano - Paillaco - Paine - Palena - Palmilla - Panguipulli - Panquehue - Papudo - Paredones - Parral - Pedro Aguirre Cerda - Pelarco - Pelluhue - Pemuco - Pencahue - Penco | - Peralillo - Perquenco - Petorca - Peumo - Peñaflor - Peñalolén - Pica - Pichidegua - Pichilemu - Pinto - Pirque - Pitrufquén - Placilla - Portezuelo - Porvenir - Pozo Almonte - Primavera - Providencia | - Puchuncaví - Pucón - Pudahuel - Puente Alto - Puerto Montt - Puerto Octay - Puerto Varas - Pumanque - Punitaqui - Punta Arenas - Puqueldón - Purranque - Purén - Putaendo - Putre - Puyehue |

## Q
|                                                     |                                                      |                                                           |
| - Queilén - Quellón - Quemchi - Quilaco - Quilicura | - Quilleco - Quillón - Quillota - Quilpué - Quinchao | - Quinta Normal - Quinta de Tilcoco - Quintero - Quirihue |

## R
|                                                           |                                                               |                                                                |
| - Rancagua - Ránquil - Rauco - Recoleta - Renaico - Renca | - Rengo - Requínoa - Retiro - Rinconada - Romeral - Río Bueno | - Río Claro - Río Hurtado - Río Ibáñez - Río Negro - Río Verde |

## S
| | | |
| - Saavedra - Sagrada Familia - Salamanca - San Antonio - San Bernardo - San Carlos - San Clemente - San Esteban - San Fabián - San Felipe - San Fernando - San Gregorio | - San Ignacio - San Javier de Loncomilla - San Joaquín - San José de Maipo - San Juan de la Costa - San Miguel - San Nicolás - San Pablo - San Pedro - San Pedro de Atacama - San Pedro de la Paz - San Rafael | - San Ramón - San Rosendo - San Vicente de Tagua Tagua - Santa Bárbara - Santa Cruz - Santa Juana - Santa María - Santiago - Santo Domingo - Sierra Gorda |

## T
|                                                                             |                                                                           |                                                             |
| - Talagante - Talca - Talcahuano - Taltal - Temuco - Teno - Teodoro Schmidt | - Tierra Amarilla - Tiltil - Timaukel - Tirúa - Tocopilla - Toltén - Tomé | - Torres del Paine - Tortel - Traiguén - Treguaco - Tucapel |

## V
|                                                |                                             |                                                        |
| - Valdivia - Vallenar - Valparaíso - Vichuquén | - Victoria - Vicuña - Vilcún - Villa Alegre | - Villa Alemana - Villarrica - Viña del Mar - Vitacura |

## Y
| - Yerbas Buenas - Yumbel - Yungay |

## Z
- Zapallar

## Nachweise
1. ↑  Zusammenstellung nach: Instituto, Nacional de Estadísticas, Divisíon Politico-Administrativa y Censal, 2007, Santiago 2008 unter Berücksichtigung der Neubildung der Provinz Marga Marga zum 11. März 2010.
2. ↑  Ergebnisse des Zensus 2012, abgerufen am 5. März 2014 (Memento vom 6. März 2014 im Internet Archive) (XLS, spanisch)
3. ↑  Instituto Nacional de Estadísticas – Chile. Resultados CENSO 2017. Por país, regiones y comunas. http://resultados.censo2017.cl (abgerufen am 17. Mai. 2025)